# 사이먼 존슨 (경제학자)
사이먼 H. 존슨(영어: Simon H. Johnson, 1963년 1월 16일~)은 영국과 미국의 경제학자이다. 2024년에 다론 아제몰루, 제임스 A. 로빈슨과 함께 노벨 경제학상을 수상했다.